# Maják Gata
Maják Gata je aktivní maják nacházející se na britském území Akrotiri a Dhekelia v okrese Lemesos (Kyperská republika) na jihu ostrova Kypr.

## Historie
Maják, který byl uveden do provozu v roce 1864, se nachází na mysu Gata, na jihovýchodním výběžku ostrova Kypr. Nachází se mezi obcemi Akrotíri a Lemesosem.

## Popis
Maják je osmiboká zděná věžička vysoká 8 m s ochozem a velkou lucernou, která je připojena k malé jednopatrové zděné budově strážce majáku. Stavba je natřena na bílo. Světelný zdroj je ve výšce 58 m n. m. Charakteristika: Fl W 5s (každých 5 sekund bílý záblesk). Jeho dosvit je 15 nm (asi 28 km).
Identifikátor:
- ARLHS: CYP002[4]
- Admiralita: N5876
- NGA: 20956[3]